# Muzika Ljubavi
Muzika Ljubavi treći je studijski album zagrebačkog funk sastava The Bastardz. Album je 2000. godine objavila diskografska kuća Croatia Records.

## O albumu
Album sadrži 12 kompozicija koje autorski potpisuju Zoran Jaeger i Helena Bastić. Materijal je sniman u studiju 2fonkee u Amsterdamu, Nizozemska te u studiju Croatia Records u Zagrebu. Naslovna pjesma "Muzika Ljubavi" postigla je veliki uspjeh na hrvatskim top ljestvicama, a za nju je snimljen i spot. Zajedno s njom svoje mjesto na top ljestvicama našli su i dobro prihvaćeni singlovi "Plešimo!", "Ovaj grad" i "Zaljubi se u mene". Pjesma "Muzika Ljubavi" doživjela je mnoge obrade, a jedna od njih je u aranžmanu istaknutog hrvatskog jazz umjetnika Ladislava Fidrija u izvedbi Helena Bastić s Big bandom Hrvatske radio televizije.

## Popis pjesama
| Br. | Skladba                       | Autor                       | Trajanje |
| --- | ----------------------------- | --------------------------- | -------- |
| 1.  | »Muzika Ljubavi«              | Zoran Jaeger, Helena Bastić | 4:24     |
| 2.  | »Kreni«                       | Zoran Jaeger, Helena Bastić | 5:58     |
| 3.  | »Ovaj grad«                   | Zoran Jaeger, Helena Bastić | 6:45     |
| 4.  | »Plešimo!«                    | Zoran Jaeger, Helena Bastić | 5:37     |
| 5.  | »Zaljubi se u mene«           | Zoran Jaeger, Helena Bastić | 4:17     |
| 6.  | »Bit ću sve što želim«        | Zoran Jaeger, Helena Bastić | 5:15     |
| 7.  | »Topla klima«                 | Zoran Jaeger, Helena Bastić | 6:07     |
| 8.  | »Zašto ljubav...«             | Zoran Jaeger, Helena Bastić | 5:08     |
| 9.  | »Sasvim iskreno«              | Zoran Jaeger                | 4:37     |
| 10. | »Blue Waltz«                  | Zoran Jaeger, Helena Bastić | 5:19     |
| 11. | »Love Dance« (cyberfit Remix) | Zoran Jaeger                | 7:13     |
| 12. | »Muzika Ljubavi« (obrada)     | Zoran Jaeger                | 6:07     |

## Izvođači
- Helena Bastić (Lady Miss Helena) – prvi vokal, prateći vokali, klavijature, programiranje
- Zoran Jaeger (Jex) – električna gitara, akustična gitara, bas-gitaragg, synth gitara, klavijature, programiranje, prateći vokali
- Gojko Tomljanović – klavijature u skladbi 2
- Alan Bjelinski – klavijature u skladbama 3, 10
- Dubravko Vorih – bas-gitara u skladbama 1, 5, 6, 12
- Alen Svetopetrić – bas-gitara u skladbama 2, 6, 11

### Produkcija
- Producenti - Zoran Jaeger i Helena Bastić
- Aranžmani - Zoran Jaeger i Helena Bastić
- Vokalni aranžmani - Helena Bastić
- Programiranje - Stef u skladbi 9
- Remiks - Cyberfit u skladbi 11
- Studio - 2fonkee, Amsterdam, Nizozemska i Croatia records, Zagreb
- Tonski snimatelj - Goran Martinac i Igor Malečić
- Miks - Goran Martinac, Zoran Jaeger i Helena Bastić
- Mastering - Goran Martinac i Igor Malečić
- Fotografija - Zoran Jaeger i Helena Bastić
- Logo The Bastardz - Jex
- Dizajn omota - Helena Bastić i Nenad Grakalić